# Kombinal TO
Als Kombinal TO wurde ein weit verbreitetes Holzschutzmittel der DDR bezeichnet. Neben Karbolineum und Hylotox 59, letzteres enthielt DDT und Lindan, war Kombinal TO das am weitesten verbreitete ölige Holzschutzmittel. Es gab das Mittel in den Färbungen farblos und natur, wobei letzteres mit Bitumen braun angefärbt war. Ansonsten enthielten beide die gleichen Inhaltsstoffe.

## Wirkung
Die Hauptwirkstoffe von Kombinal waren Tributylzinnoxid und Thiram, es war für den vorbeugenden und bekämpfenden Einsatz zugelassen. Als Anwendungsbereiche waren bis 1983 geschlossenen Räume, danach auch der Einsatz im Freien mit und ohne Erdkontakt zugelassen. Kombinal TO wirkte gegen alle pflanzlichen und tierischen Schädlinge, auch Termiten und Moderfäule, sowie fast alle Pilze vorbeugend und bekämpfend, gegen den Echten Hausschwamm nur vorbeugend. Es hatte eine sehr gute Langzeitwirkung (über 20 Jahre auch bei Auswaschungen) und war wasserunlöslich.

## Verarbeitung
Kombinal TO wurde durch Streichen, Spritzen sowie im Tauch- und Drucktränkverfahren eingebracht, die vorgeschriebene Mindesteinbringmenge betrug 45 kg/m³. Kombinal war ölig dünnflüssig und hatte einen kräftigen Geruch, der an Teer erinnerte. 

## Gegenwart
Das Holzschutzmittel wurde bis 1991 hergestellt, heute ist es nicht mehr im deutschen Holzschutzmittelverzeichnis aufgeführt und darf nicht mehr verarbeitet werden.